# Islamische Buchkunst

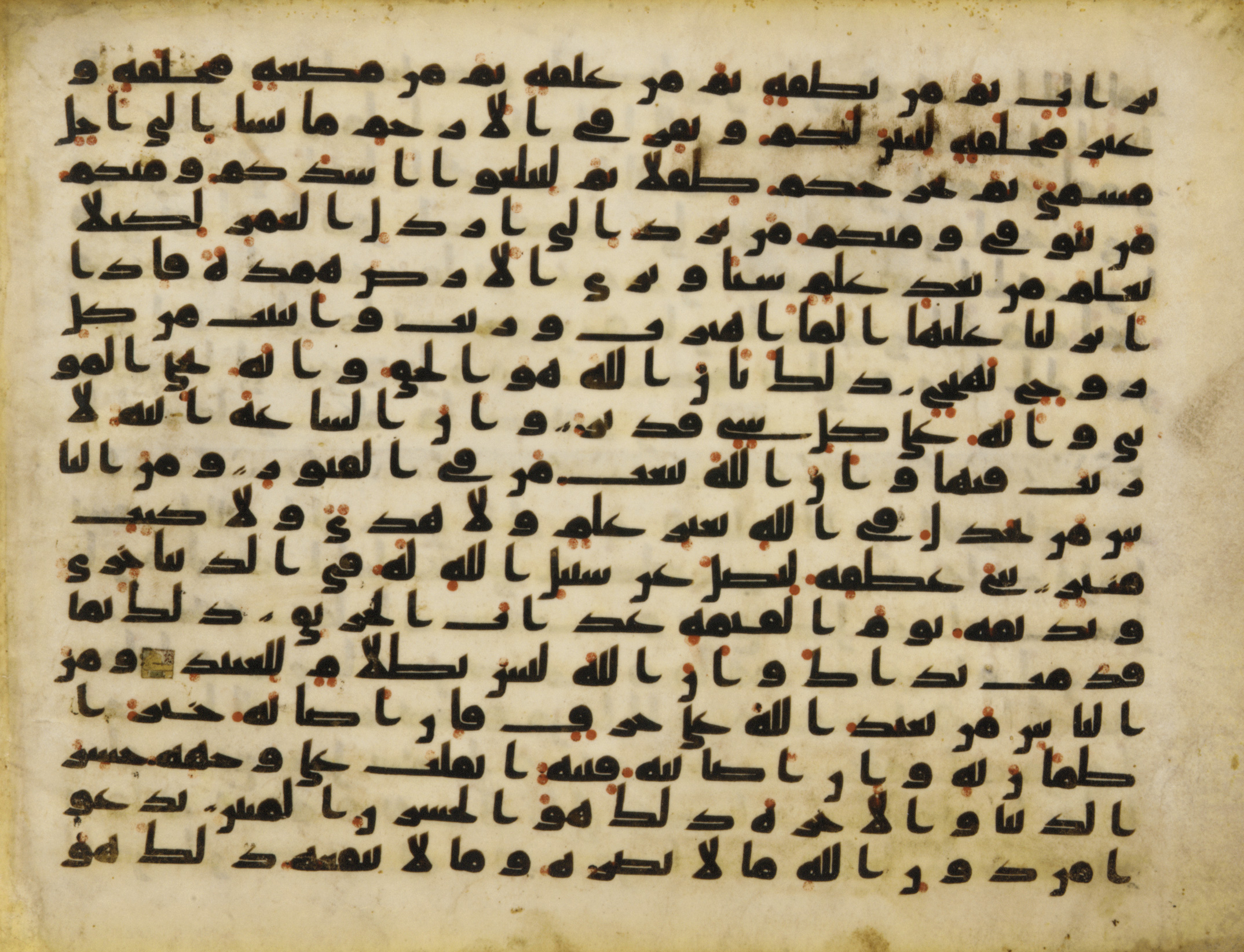
Koranhandschrift im kufi-Duktus

Zur islamischen Buchkunst werden in der Kunstgeschichte Kalligraphie, Illumination und die Einbandkunst gezählt.

## Schrift
Mit dem Koran brachte im 7. Jahrhundert Mohammed der muslimischen Gemeinde die nach der Überlieferung unverfälschte, nicht von Menschen verfasste Offenbarung Allahs, die er selbst von diesem erhalten habe.
In der Kultur der arabischen Welt spielt das Wort in gesprochener oder geschriebener Form eine besonders große Rolle. Daher besitzt auch die Schrift in der islamischen Kunst eine große Bedeutung. Häufig wird sie selbst zum Schmuck, oder Ornamente werden schriftähnlich gestaltet. Dies hängt auch mit der Tendenz zur Vermeidung von bildlichen Darstellungen zusammen.
Eine in der islamischen Kunst, vor allem im Architekturdekor, häufig verwendete Schrift ist das Kufi, benannt nach der Stadt Kufa im Irak, dem angeblichen Entstehungsort. Man erkennt sie in der Grundform an der starken Betonung der Waagerechten, den senkrecht darauf stehenden Oberlängen der Buchstaben und der insgesamt strengen und eckigen Gestaltung. In ihrer Verwendung als Ornament wird diese Grundform oft abgewandelt. Beliebt ist das Flechtkufi, bei dem die Oberlängen in ihrem Mittelteil zu kunstvollen Knoten geschlungen werden. Wenn die Spitzen der Buchstaben in Blättern oder stilisierten Blüten enden, die meist mit umgebendem Rankenwerk verbunden sind, spricht man vom blühenden Kufi.
Grundform der geschwungenen und in ihrer Erscheinung weicheren Schriftformen ist das Naschī. Die einzelnen Buchstaben sind nicht so streng waagerecht angeordnet wie beim Kufi, ihre Rundungen und die geschwungenen Verbindungen der Buchstaben untereinander ergeben ein lebhaftes Schriftbild.
Eine andere Form der geschwungenen Schriften ist das Taliq, das besonders für Texte in persischer Sprache verwendet wird. Auffällig ist die Ausrichtung der einzelnen Zeilen, die von rechts oben nach links unten geneigt verlaufen. Der zierliche Charakter dieser Schrift macht sie eher für die Kleinkunst geeignet. Seltener findet man sie im Architekturdekor.

## Buchkunst

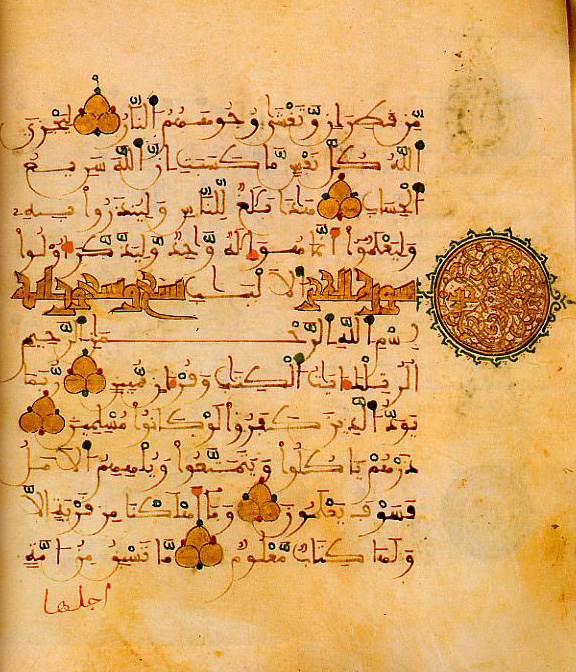
Koranhandschrift im Maghribi-Duktus mit kunstvoller Illumination

Bücher erfreuen sich in der islamischen Welt besonderer Wertschätzung. Grundlage hierfür ist die Tatsache, dass den Gläubigen das Wort Gottes durch das heilige Buch des Islam, den Koran, übermittelt wird. Deshalb genießt derjenige, der das gottgefällige Werk des Schreibens verrichtet, der Kalligraph, die besondere Achtung vor allen anderen Künstlern, die an der Herstellung einer Handschrift beteiligt sind. Deutlich wird dies daran, dass der Schwiegersohn des Propheten Mohammed und vierte Kalif Ali traditionell als der erste Kalligraph bezeichnet wird.

### Illumination
Bereits in den ältesten erhaltenen Koranhandschriften werden Teile des Textes, wie zum Beispiel die Kapitelanfänge, durch andere Farben, Vergoldungen, Rosetten, Punkte und Ähnliches hervorgehoben. Diese Kunst der ornamentalen Verzierung, die Illumination, durchzieht die gesamte Buchkunst bis heute und orientiert sich an den jeweiligen zeitlichen und regionalen Stilentwicklungen.
Seit der Seldschukenzeit ist die Miniaturmalerei nachweisbar. Anfangs waren die Darstellungen relativ klein und eng an den Text gebunden, den sie bebilderten. Einflüsse aus der byzantinischen, iranischen und buddhistischen Malerei sind deutlich zu erkennen. Darstellungen von Menschen und Tieren gehören trotz des sogenannten Bilderverbotes zum Repertoire. In Bagdad blühte Anfang des 13. Jahrhunderts eine eng an die städtische Sphäre anknüpfende Malweise, die sich von den strengen Formen des Bildaufbaus löste und andere Bildthemen bevorzugte als die des höfischen Umkreises.

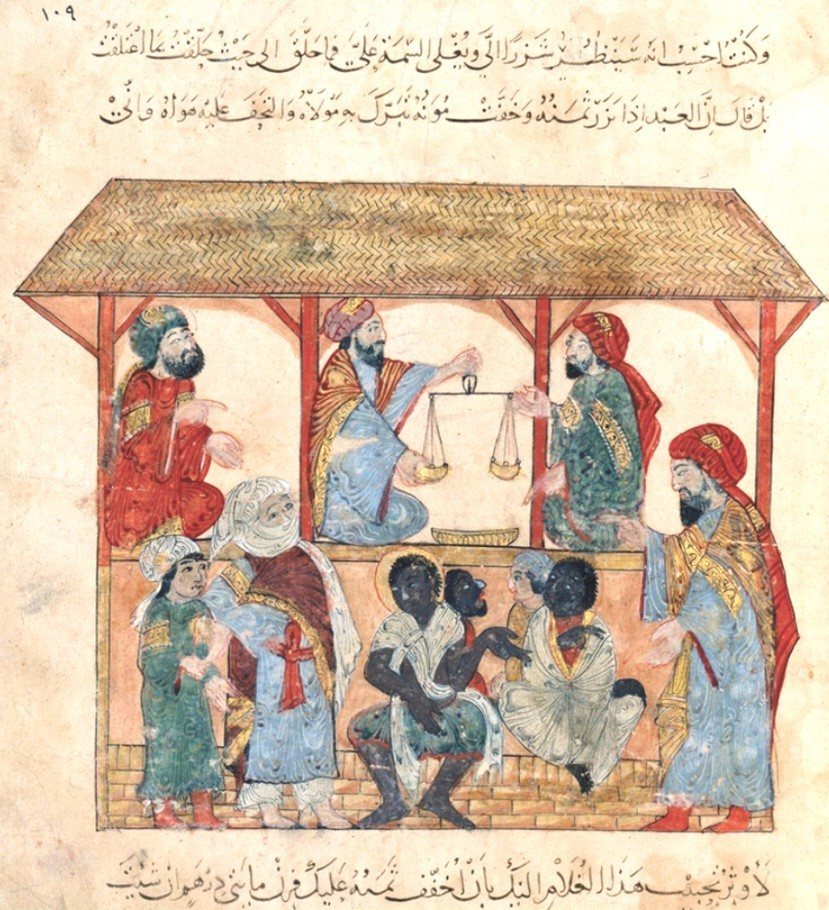
Miniaturmalerei des 13. Jahrhunderts über einen Sklavenmarkt im Jemen

In der Folgezeit entwickelte sich die islamische Miniaturmalerei nicht nur in verschiedenen regionalen Stilen, sondern es bildeten sich auch in Abhängigkeit von den Auftraggebern verschiedene Sphären wie zum Beispiel die Malschulen an den Höfen der Ilchane, Timuriden, Safawiden, Osmanen und der Moghulkaiser oder die kommerzielle Buchmalerei im Umfeld des Basars heraus. Mit der Zeit gewann das Bild eine immer größere Eigenständigkeit gegenüber dem Text, so dass schließlich auch viele Einzelbilder entstanden, die in Sammelalben zusammengestellt wurden. Eine besondere Form der Gestaltung sind die Randmalereien, die eine Kalligraphie oder eine Miniatur umgeben.
2023 wurde die unter den Bezeichnungen Təzhib / Tazhib / Zarhalkori / Tezhip / Naqqoshlik bekannte „Kunst der Buchmalerei“ auf Antrag mehrerer Staaten in die UNESCO-Liste des immateriellen Kulturerbes der Menschheit aufgenommen.

### Einbandkunst
Im engen Zusammenhang zur Textillumination und den Randmalereien entwickelte sich die Verzierung des ledernen Bucheinbandes. Anders als beim europäischen Buch besteht der islamische Einband meist nicht nur aus den zwei Deckeln und dem Buchrücken, sondern er wird ergänzt durch die Klappe oder Zunge, die zusätzlich den Schnitt schützt, so dass das Buch ganz umhüllt wird. Mit verschiedenen Präge-, Stanz- und Ausschnitttechniken wurden zunächst meist Sternflechtornamente und andere geometrische Verzierungen in ein rechteckiges Feld gesetzt, das von einer Borte aus Flechtbandmustern oder Ähnlichem umgeben war. Die Mitte des Feldes wurde im Laufe der Zeit mehr betont, und seit dem 15. Jahrhundert verwendete man zur Füllung des Innenfeldes immer häufiger ein Medaillon. Lackeinbände entstanden seit dem 16. Jahrhundert und lehnten sich eng an die Miniaturmalerei an. Die Kunst des Bucheinbandes erlebte ihre Blütezeiten vor allem unter den Mamluken in Ägypten und Syrien, an den Höfen der Timuriden und der Safawiden in Iran, der Osmanen und der Moghulkaiser.